# سنگ‌ماشه
سَنگِ‌ماشه مرکز ولسوالی جاغوری در ولایت غزنی افغانستان است. سنگ‌ماشه روستایی بازاری است. سنگماشه دارای یک رودخانه و همچنین کوههای بسیار مرتفع است. منطقه بازار، مرکز سنگماشه است که در آنجا ساختمان ولسوالی، لیسه عبدالغفور سلطانی، و بیمارستان موقعیت دارد.